# Osowa Sień
Osowa Sień (prononciation : [ɔˈsɔva ˈɕeɲ]) est un village polonais de la gmina de Wschowa dans le powiat de Wschowa de la voïvodie de Lubusz dans l'ouest de la Pologne.
Il se situe à environ 5 km au nord-est de Wschowa (siège du powiat) et 59 km à l'est de Zielona Góra (siège de la diétine régionale).

## Histoire
Le nom allemand du village était Röhrsdorf. De 1815 à 1945, Röhrsdorf fait partie de l'arrondissement de Fraustadt.
Après la Seconde Guerre mondiale, avec les conséquences de la Conférence de Potsdam et la mise en œuvre de la ligne Oder-Neisse, le village est intégré à la République populaire de Pologne. La population d'origine allemande est expulsée et remplacée par des polonais.
De 1975 à 1998, le village appartenait administrativement à la voïvodie de Leszno.

Depuis 1999, il appartient administrativement à la voïvodie de Lubusz